# تراث شعبي أسترالي
يشير التراث الشعبي الأسترالي (بالإنجليزية: Australian folklore)‏ إلى الفلكلور والأساطير المدنية التي تطورت في أستراليا من أساطير سكان أستراليا الأصليين إلى الفلكلور الاستعماري والمعاصر بما يتضمن الناس، والأماكن، والأحداث، التي لعبت دورًا في تشكيل الثقافة، والصورة والتقاليد التي تُرى في أستراليا القديمة المعاصرة.

## ميثولوجيا سكان أستراليا الأصليين
- بيجيني: عرق مجهول ذُكر في فلكلور يولنغي.
- بورا: مراسم تلقين مقدس لدى سكان أستراليا الأصليين. ما يزال العديد من المواقع موجودًا في كافة أرجاء أستراليا.[1]
- بونييب: وفقًا للأسطورة، يُقال إنها تنسلّ في المستنقعات، والترع، والجداول، ومجاري الأنهار وآبار المياه.بونييب (1935)، فنان غير معروف، من مكتبة أستراليا الوطنية.

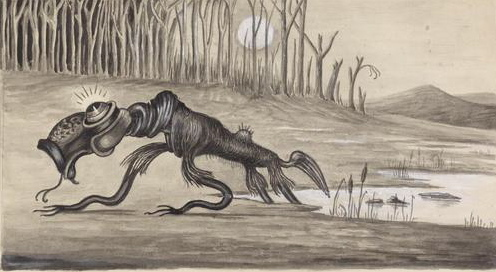
بونييب (1935)، فنان غير معروف، من مكتبة أستراليا الوطنية.

- زمن الأحلام: يعني زمن الأحلام بالنسبة لسكان أستراليا الأصليين مبدأ الزمن، وخلق المعرفة التي بدأت منها حضارتهم منذ أكثر من 60,000 عام.
- كاتا تجوتا: العديد من قصص زمن الأحلام منقولة عن شعب بيتجانتجاتجارا، بما فيها المخلوق الأسطوري الذي يرصد القمة.
- مستحاثات بحيرة مونغو: يُعتقد أن أصحاب الهياكل العظمية التي وُجدت فيها في عام 1969 عاشوا قبل 40,000 - 68,000 عام، وهي أقدم مستحاثات بشرية عُثر عليها في أستراليا.
- الثعبان ذو ألوان قوس القزح: إن ثعبان قوس القزح المتقلّب أحيانًا، الذي يتنافس مع الشمس الموثوقة دائمًا، هو الذي يُجدد مخازن المياه، مشكلًا أخاديد وقنوات عميقة بزحفه عبر صفحة الأرض، ما يسمح بتجمع المياه وتوزّعها.
- يارا ما يها هو: وفقًا للأسطورة: المخلوق يشبه ضفدعًا أحمر يختبئ في الأشجار منتظرًا ضحية غافلة ليفترسها.

## حيوانات ومخلوقات
- بوب كلب السكك الحديدية: هو كُلب يُذكر لسفره على طول خط السكك الحديدية الأسترالي الجنوبي.
- وحش بووي: وردت تقارير عن وحش يتربص في كهف لأول مرة في الخمسينيات من القرن الماضي.[2]
- الدب الساقط: غالبًا ما تُسرد قصص الدببة الساقطة على السياح الزائرين على سبيل المزاح.
- قطة غيبسلاند الشبح (القطط السوداء العملاقة): أسطورة مدنية تتمحور حول فكرة أن الجنود الأمريكيين أطلقوا أسود جبال في البرية أثناء تمركزهم في فيكتوريا وقت الحرب العالمية الثانية. بالتالي، ورد العديد من التقارير حول مشاهدات لقطط كبيرة عبر غيبسلاند بل وحتى في أجزاء أخرى من أستراليا.[3]
- وحش بحر جزيرة هوك: وحش بحري عملاق يشبه الشرغوف التُقطت صور له في خليج ستونهيفن، جزيرة هوك، كوينزلاند.
- ورل السهوب: غوانا (سحلية) ضخمة، يُعتقد عمومًا أنها انقرضت. مع ذلك، كان ثمة عدد كبير من التقارير والشائعات حول وجود ورل سهوب حيٍّ في أستراليا، وأحيانًا غينيا الجديدة، لكن الدليل المادي الوحيد على احتمال أن الورل ما يزال حيًا إلى يومنا هذا هو قوالب جصية لآثار أقدام ورل محتملة صُنعت في عام 1979.
- خلد الماء: من حيوانات أستراليا الأصلية وهو أحد نوعين وحيدين من الثدييات البياضة (الآخر هو آكل النمل الشوكي)، وأحد الأنواع السامة القليلة. بسبب صفاته الفريدة، اعتقد العالم الذي اكتشفه وفحصه في البدء أن المخلوق مصنوع من عدة حيوانات خيطت معًا واعتبره خدعة.
- الكلب الأحمر: كلب اشتُهر بسفراته الطويلة عبر منطقة بيلبرا في أستراليا الغربية.[4]تمثال الكلب الأحمر.

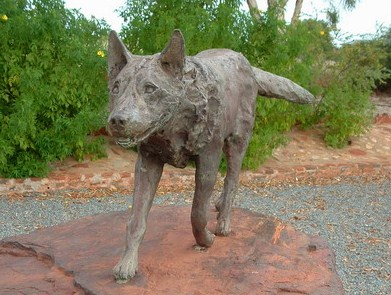
تمثال الكلب الأحمر.

- النمر التسماني: رغم الرأي السائد على نطاق واسع بأن الثايسلين (أو النمر التسماني) قد انقرض في ثلاثينيات القرن الماضي، ما تزال الروايات حول مشاهدات مزعومة له في شرق فيكتوريا وأجزاء من تسمانيا مستمرة حتى اليوم.[5]
- ياوي (مخلوق خرافي): في السياق المعاصر، ياوي هو المصطلح العام (والودود إلى حد ما) لسلف بشري مجهول يُشاع أنه يترصد البراري الأسترالية، على غرار مخلوق يتي في منطقة الهيمالايا والبيغ فوت في أمريكا الشمالية.
- الكلب الواقف على تَكَربوكس: كلب مجازي لسائق عربة تجرها الثيران قام بحراسة التَكَربوكس خاصة صاحبه بإخلاص حتى وفاته. خُلد بقصيدة وتمثال في غونداغي في الساحل الجنوبي. للتوضيح، تعني كلمة تَكَر الطعام، بالتالي تعني كلمة تكربوكس صندوق الطعام.